# Johannes Glur
Johannes Glur (* 28. Februar 1798 in Roggwil BE; † 3. Dezember 1859 in St. Urban LU) war ein Schweizer Arzt und Frühsozialist.
Glur besuchte die Kantonsschule Aarau. Er wurde als Weltverbesserer erachtet und befasste sich mit frühsozialistischen Ideen. 1844 veröffentlichte er in Langenthal Der Führer nach Amerika mit Anweisungen für Auswanderer. In Roggwil gibt es den Johannes Glur-Weg.